# Corey May
 (décembre 2011).
Si vous disposez d'ouvrages ou d'articles de référence ou si vous connaissez des sites web de qualité traitant du thème abordé ici, merci de compléter l'article en donnant les références utiles à sa vérifiabilité et en les liant à la section « Notes et références ».
Corey May est le cofondateur et président de Sekretagent Productions, une entreprise de production basée à Los Angeles travaillant dans le cinéma, les jeux vidéo et les productions sur Internet. Il est également connu pour son travail sur la série de jeux vidéo Assassin's Creed.

## Biographie
Diplômé de l'université Harvard en 1999, il fonde Sekretagent avec Dooma Wendschuh juste après la fin de leurs études grâce au Peter Stark Producing Program de l'Université de Californie du Sud en 2001.
Avec Dooma Wendschuh, Corey a coécrit des jeux vidéo comme Prince of Persia : L'Âme du guerrier (2004), Stolen (2005), Battles of Prince of Persia (2005), Prince of Persia : Les Deux Royaumes (2005), Assassin's Creed (2007), Army of Two (2008), Assassin's Creed II (2009), Assassin's Creed: Brotherhood (2010), Assassin's Creed: Revelations (2011), Assassin's Creed III (2012), Assassin's Creed IV: Black Flag (2013), Batman: Arkham Origins (2013) et Assassin's Creed Syndicate (2015).
Il est également producteur exécutif sur le film d'horreur de 2006 The Plague, et producteur du film  Yo, Tyrone (2002).

## Récompenses et nominations
| Année | Récompense                     | Catégorie                                                        | Titre                         | Résultat   |
| ----- | ------------------------------ | ---------------------------------------------------------------- | ----------------------------- | ---------- |
| 2010  | BAFTA Video Games Award        | Meilleure histoire (avec Joshua Rubin et Jeffrey Yohalem)        | Assassin's Creed II           | Nomination |
| 2010  | Writers Guild of America Award | Scénario du jeu vidéo (avec Joshua Rubin et Jeffrey Yohalem)     | Assassin's Creed II           | Nomination |
| 2011  | Writers Guild of America Award | Scénario du jeu vidéo (avec Jeffrey Yohalem et Patrice Désilets) | Assassin's Creed: Brotherhood | Lauréat    |
| 2014  | Writers Guild of America Award | Scénario du jeu vidéo (avec Dooma Wendschuh et Ryan Galletta)    | Batman: Arkham Origins        | Nomination |